# Cunaxoides fidus
Cunaxoides fidus är en spindeldjursart som beskrevs av Kuznetzov och Livshitz 1979. Cunaxoides fidus ingår i släktet Cunaxoides och familjen Cunaxidae. Inga underarter finns listade i Catalogue of Life.